# Tsukubea
Tsukubea — це монотипний клас екскават, що містить один вид, Tsukubamonas globosa відкритий у 2011 році. T. globosa — це вільноживучий джгутиковий, який був виділений із ставка в Університеті Цукуби, Японія.

## Структура клітини
Клітину характеризує наявність ядра, ендоплазматичного ретикулума, везикул, вакуолі, мітохондрій з трубчастими кристалами, двох джгутикових базальних тілець і двох неджгутикових базальних тілець, мікротрубочки, одного центру мікротрубочок (MTOC), декількох внутрішніх мікротрубочок. Апарат Гольджі відсутній.